# Augusto Silj
Augusto Silj (ur. 9 lipca 1846 w Calcara di Ussita, zm. 27 lutego 1926 w Rzymie) – włoski biskup katolicki, wysoki urzędnik Kurii Rzymskiej, kardynał.

## Życiorys
Ukończył seminarium w rodzinnej diecezji Nursja, a także Pontyfikalne Seminarium Rzymskie, gdzie uzyskał doktoraty z filozofii i utroque iure. Święcenia kapłańskie otrzymał 4 lipca 1874 w bazylice laterańskiej z rąk kardynała Costantino Patrizi Naro, dziekana Kolegium Kardynalskiego i wikariusza generalnego Rzymu. Pracował następnie duszpastersko w diecezji rzymskiej będąc m.in. rektorem jednego z hospicjów, a następnie apostolski delegatem do sanktuarium w Pompejach. Od 1901 konsultor w Kongregacji ds. Nadzwyczajnych Spraw Kościoła, a od 1902 w Kongregacji Biskupów i Zakonów. W 1904 przeniesiony do prac Komisji ds. Kodyfikacji Kodeksu Prawa Kanonicznego. Od 1906 nosił tytuł prałata domowego Jego Świątobliwości.
26 grudnia 1906 mianowany tytularnym arcybiskupem Cesarea in Mauretania i prywatnym jałmużnikiem Jego Świątobliwości. Sakry udzielił mu kardynał sekretarz Stanu Rafael Merry del Val, a jednym ze współkonsekratorów był jego kuzyn i przyszły kardynał Pietro Gasparri. Od 1907 asystent Tronu Papieskiego, a od 1908 konsultor w Kongregacji Soboru. 6 grudnia 1916 mianowany wicekamerlingiem Świętego Kościoła Rzymskiego. Na konsystorzu z grudnia 1919 mianowany kardynałem prezbiterem. 20 marca 1920 mianowany prefektem Sygnatury Apostolskiej, na którym to urzędzie pozostał do śmierci. Brał udział w konklawe 1922. Pochowany na Campo Verano.